# SN 2002ev
SN 2002ev – supernowa typu II odkryta 24 sierpnia 2002 roku w galaktyce A202300-0148. W momencie odkrycia miała maksymalną jasność 18,80m.